# Райн (Джорджія)
Райн (англ. Rhine) — місто (англ. town) в США, в окрузі Додж штату Джорджія. Населення — 295 осіб (2020).

## Географія
Райн розташований за координатами 31°59′22″ пн. ш. 83°12′2″ зх. д. / 31.98944° пн. ш. 83.20056° зх. д. (31.989315, -83.200435).  За даними Бюро перепису населення США в 2010 році місто мало площу 8,14 км², з яких 8,12 км² — суходіл та 0,02 км² — водойми.

## Демографія
Згідно з переписом 2010 року, у місті мешкали 394 особи в 190 домогосподарствах у складі 109 родин. Густота населення становила 48 осіб/км².  Було 257 помешкань (32/км²).
Расовий склад населення:
| - 67,3 % — білих - 29,9 % — чорних або афроамериканців - 0,3 % — корінних американців - 2,3 % — осіб інших рас |

До двох чи більше рас належало 0,3 %. Частка іспаномовних становила 4,8 % від усіх жителів.
За віковим діапазоном населення розподілялося таким чином: 19,8 % — особи молодші 18 років, 59,9 % — особи у віці 18—64 років, 20,3 % — особи у віці 65 років та старші. Медіана віку мешканця становила 46,4 року. На 100 осіб жіночої статі у місті припадало 96,0 чоловіків;  на 100 жінок у віці від 18 років та старших — 89,2 чоловіків також старших 18 років.
Середній дохід на одне домашнє господарство  становив 32 427 доларів США (медіана — 23 125), а середній дохід на одну сім'ю — 43 311 долар (медіана — 32 938). Медіана доходів становила 25 938 доларів для чоловіків та 27 500 доларів для жінок. За межею бідності перебувало 37,2 % осіб, у тому числі 54,5 % дітей у віці до 18 років та 12,5 % осіб у віці 65 років та старших.
Цивільне працевлаштоване населення становило 145 осіб. Основні галузі зайнятості: освіта, охорона здоров'я та соціальна допомога — 36,6 %, мистецтво, розваги та відпочинок — 15,9 %, будівництво — 12,4 %, роздрібна торгівля — 11,0 %.